# Elizabeth Olsen
Elizabeth Chase Olsen (født 16. februar 1989) er en amerikansk skuespillerinde født i Sherman Oaks, Californien. Olsen begyndte at optræde som fireårig. Hun spillede hovedrollen i sin debutfilm, thrilleren Martha Marcy May Marlene i 2011, for hvilken hun blandt andet blev nomineret til en Critics' Choice Movie Award, efterfulgt af en rolle i gyserfilmen Silent House. Olsen modtog en BAFTA Rising Star Award-nominering og dimitterede fra New York University to år senere.
Olsen opnåede verdensomspændende anerkendelse for sin skildring af Wanda Maximoff / Scarlet Witch i Marvel Cinematic Universe mediefranchise, hvor hun optrådte i superheltefilmene Avengers: Age of Ultron (2015), Captain America: Civil War (2016), Avengers: Infinity War (2018) ), og Avengers: Endgame (2019), samt miniserien WandaVision (2021). Hendes optræden i WandaVision høstede hende nomineringer til en Primetime Emmy Award og en Golden Globe Award. Ved siden af hendes arbejde som Scarlet Witch, fortsatte hun med at spille hovedrollen i film, herunder monsterfilmen Godzilla (2014), mysteriefilmen Wind River (2017) og dramaet Ingrid Goes West (2017). Hun producerede og spillede hovedrollen i dramaserien Sorry for Your Loss (2018–2019), og opnåede en Critics' Choice Television Award-nominering for sin rolle.

## Udvalgt filmografi
| 2011 | Martha Marcy May Marlene                    | Martha                         |                                | [16] |
| 2012 | Red Lights                                  | Sally Owen                     |                                | [20] |
|      | Silent House                                | Sarah                          |                                | [19] |
|      | Peace, Love & Misunderstanding              | Zoe                            |                                | [8]  |
|      | Liberal Arts                                | Zibby                          |                                | [20] |
| 2013 | Kill Your Darlings                          | Edie Parker                    |                                | [22] |
|      | Oldboy                                      | Marie Sebastian / Mia Doucett  |                                | [23] |
| 2014 | In Secret                                   | Thérèse Raquin                 |                                | [25] |
|      | Captain America: The Winter Soldier         | Wanda Maximoff                 | Uncredited; post-credits scene | [34] |
|      | Very Good Girls                             | Gerry Fields                   |                                | [28] |
|      | Godzilla                                    | Elle Brody                     |                                | [26] |
| 2015 | Avengers: Age of Ultron                     | Wanda Maximoff / Scarlet Witch |                                | [30] |
|      | I Saw the Light                             | Audrey Williams                |                                | [39] |
| 2016 | Captain America: Civil War                  | Wanda Maximoff / Scarlet Witch |                                | [35] |
| 2017 | Ingrid Goes West                            | Taylor Sloane                  |                                | [40] |
|      | Wind River                                  | Jane Banner                    |                                | [40] |
| 2018 | Kodachrome                                  | Zooey Kern                     |                                | [45] |
|      | Avengers: Infinity War                      | Wanda Maximoff / Scarlet Witch |                                | [36] |
| 2019 | Avengers: Endgame                           | Wanda Maximoff / Scarlet Witch |                                | [37] |
| 2022 | Doctor Strange in the Multiverse of Madness | Wanda Maximoff / Scarlet Witch | Post-production                | [60] |

Serier
| Year      | Title                     | Role                           | Notes                                           | Ref. |
| 1994      | How the West Was Fun      | Girl in Car                    | Television film                                 | [9]  |
| 2016      | Drunk History             | Norma Kopp                     | Episode: "Siblings"                             | [70] |
| 2017      | HarmonQuest               | Stirrip                        | Episode: "The Keystone Obelisk"                 | [71] |
| 2018–2019 | Sorry for Your Loss       | Leigh Shaw                     | Main role; also executive producer              | [48] |
| 2021      | WandaVision               | Wanda Maximoff / Scarlet Witch | Main role                                       | [54] |
|           | Marvel Studios: Assembled | Herself                        | Episode: "Assembled: The Making of WandaVision" | [72] |
| 2022      | Love and Death            | Candy Montgomery               | Upcoming miniseries                             | [62] |